# IC 101
IC 101 је спирална галаксија у сазвјежђу Рибе која се налази на листи објеката дубоког неба у Индекс каталогу.
Деклинација објекта је + 9° 55' 50" а ректасцензија 1h 24m 8,5s. Привидна величина (магнитуда) објекта IC 101 износи 14,0 а фотографска магнитуда 14,8. IC 101 је још познат и под ознакама UGC 949, MCG 2-4-36, CGCG 436-39, PGC 5147.